# یینولیتسه
یینولیتسه (به چکی: Jinolice) یک منطقهٔ مسکونی در جمهوری چک است که در شهرستان ییچین واقع شده‌است.